# Năzdrăvanii din pădure 3
Năzdrăvanii din pădure 3 (în engleză Open Season 3) este un film animat din 2010, continuarea primului film Năzdrăvanii din pădure, produs de Sony Pictures Animation și regizat de Cody Cameron.

## Intriga
Dezamăgit de faptul că cel mai bun prieten al său - cerbul Elliot - preferă să își petreacă timpul liber în compania soției și a celor trei copii decât să pornească într-o excursie cu amicii lui de sex masculin, ursul Boog decide să plece singur în această aventură și este irezistibil atras de mirajul unui circ ambulant rusesc. Întrucât naivul Boog își dorește să experimenteze viața de circ, se lasă ademenit de către un urs grizzly leneș și cu blana zburlită pe nume Doug să facă schimb de locuri, fără să știe că vicleanul urs de circ are intenția de a evada și de a duce un trai lejer în pădure, terorizându-le pe celelalte animale sălbatice cu care Boog este prieten. Deși se îndrăgostește nebunește de Ursa, o femelă grizzly născută în Rusia, care merge pe sârmă, dansează și face jonglerii, Boog își dă repede seama că viața de circ nu este atât de spectaculoasă și facilă pe cât pare la prima vedere și implică multe umilințe și suferințe. Atunci când prietenii din pădure ai lui Boog remarcă faptul că acesta a dispărut și a fost înlocuit de către un impostor, pornesc într-o misiune de salvare a amicului lor și a noii iubite a acestuia.

## Vocile în limba engleză
- Matthew J. Munn – Boog / Doug
- Matthew W. Taylor – Elliot / Deni / Buddy / Ian / Reilly
- Melissa Sturm – Ursa / Giselle
- Karley Scott Collins – Gisela
- Ciara Bravo – Giselita
- Harrison Fahn – Elvis
- Dana Snyder – Alistair
- André Sogliuzzo – McSquizzy
- Cody Cameron – Mr. Weenie / Nate
- Danny Mann – Serge
- Crispin Glover – Fifi
- Steve Schirripa – Roberto
- Fred Stoller – Stanley
- Sean Mullen – Roger
- Georgia Engel – Bobbie
- Nika Futterman – Rosie
- Michelle Murdocca – Maria
- Jeff Bennett – Earl